# Ursus (Schwimmkran)

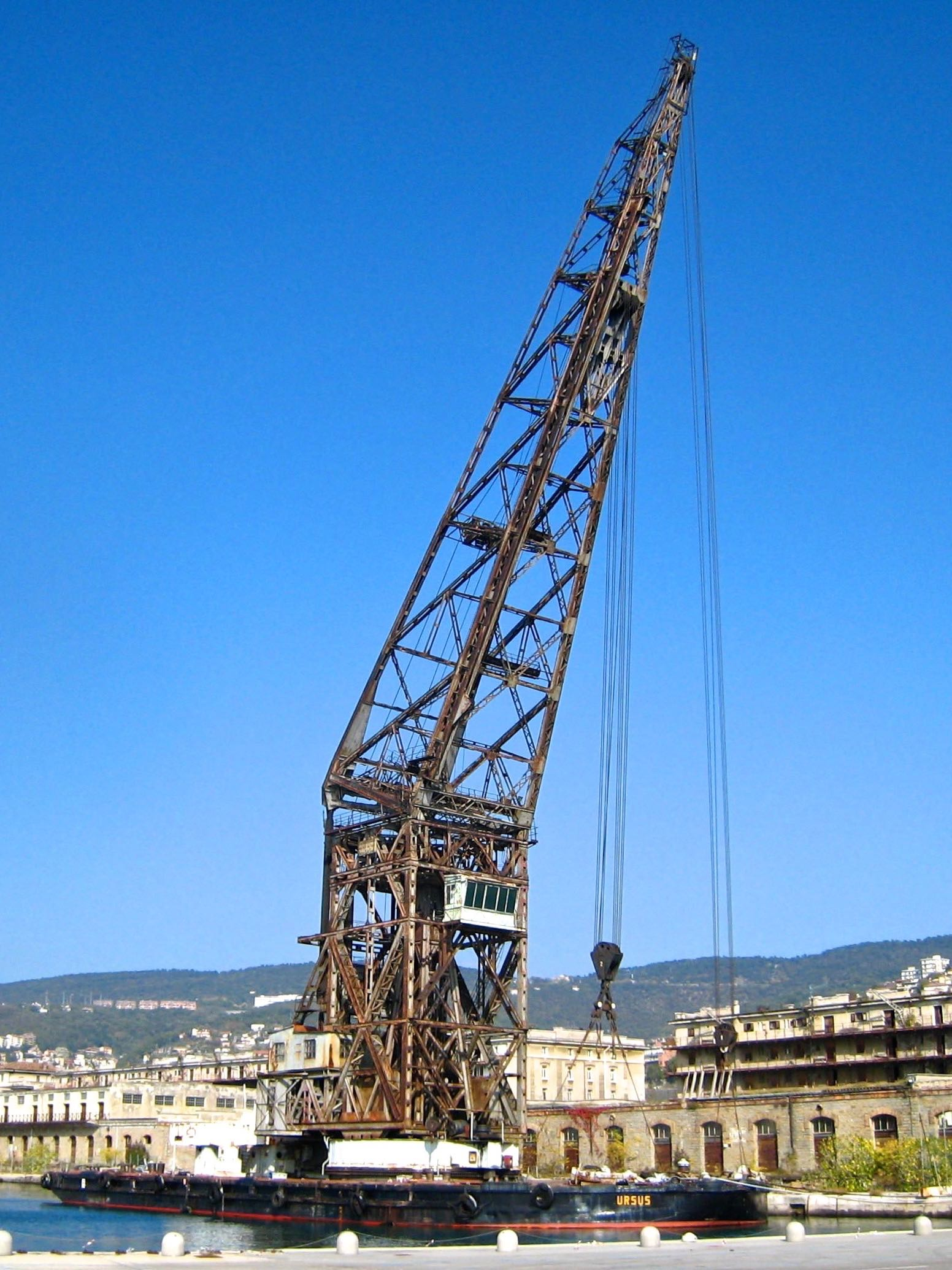
Ursus im Alten Hafen von Triest, 2008

Der Ursus ist ein historischer Schwerlast-Schwimmkran (Pontonkran) im Hafen von Triest. Er ist als Landmarke weithin sichtbar und gilt als eines der Wahrzeichen der italienischen Hafenstadt im Norden der Adria.
Der Bau des Kranes wurde vor dem Ersten Weltkrieg begonnen, das Gerät aber erst 1931 fertiggestellt. Die Konstruktion besteht aus einem Ponton mit Eigenantrieb, auf dem ein großer Kran montiert ist. Bei diesem handelt es sich um einen drehbaren Turm mit einem neigbaren Ausleger.
Der Ursus wurde als Objekt von kulturellem Interesse eingestuft und gilt als ein Wahrzeichen und ein besonderes Exponat der Industriearchäologie der Stadt Triest.

## Geschichte
Eine Kurzfassung der Geschichte formuliert die Kleine Zeitung im Jahr 2024:

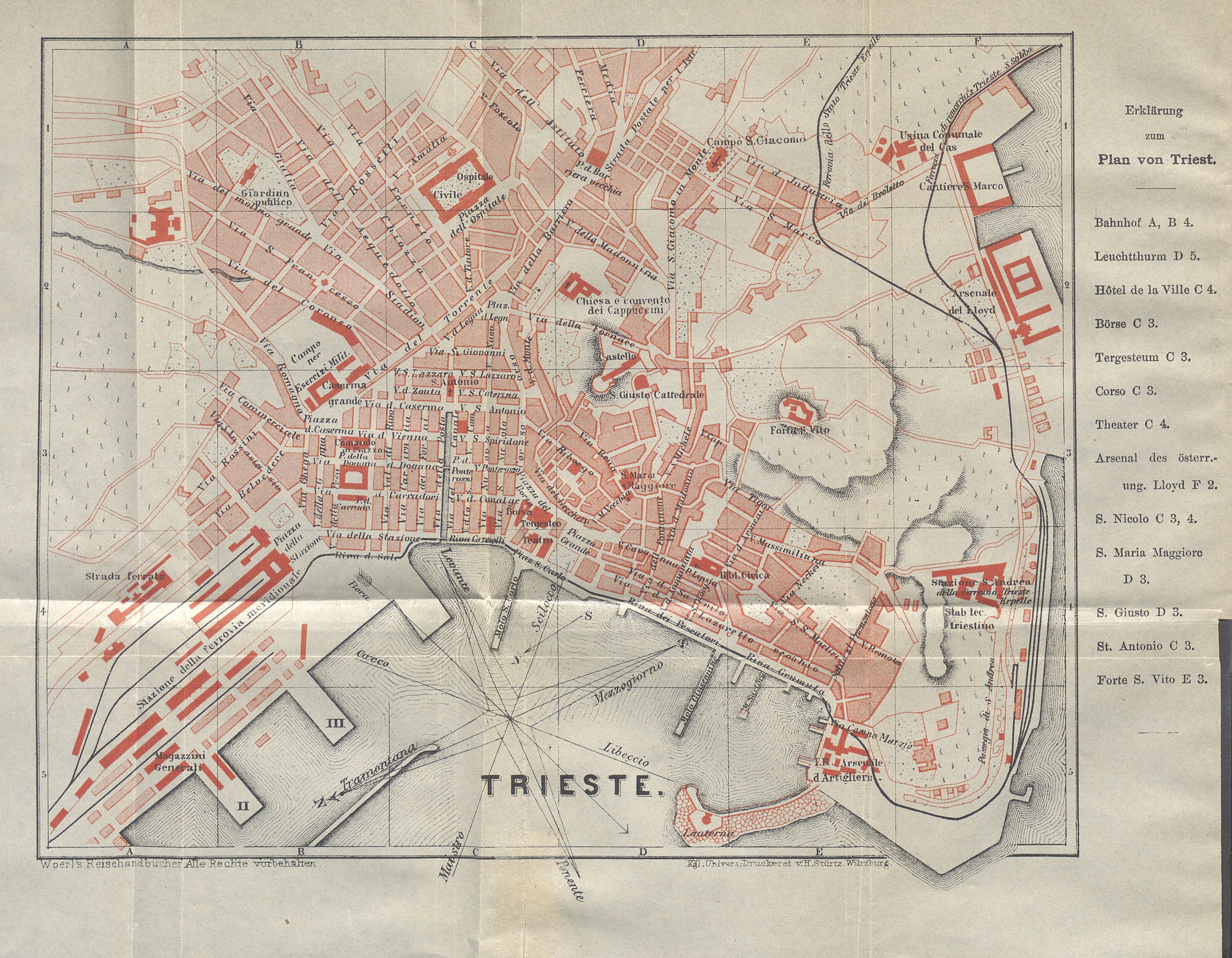
Hafen von Triest – Einsatzort des Ursus

„Die Idee zur Konstruktion entstand zur Zeit der österreichisch-ungarischen Monarchie im Jahre 1911, als Triest ein österreichischer Hafen war. Der Stapellauf erfolgte im Jänner 1914. Der Ausbruch des Ersten Weltkrieges stoppte den Plan der Motorisierung der rund 53 mal 24 Meter messenden Plattform und den Aufbau des Krans. Im Jahr 1925 wurden die Motoren eingebaut und 1931 wurde sie dann mitsamt dem 75 Meter hohen Kran fertiggestellt. Die Konstruktion, die mit einer Hebevorrichtung bis zu 150 Tonnen heben kann, mit einer zweiten bis zu 50 Tonnen und einer weiteren bis zu zehn Tonnen, war bis 1994 im Einsatz, zum Beispiel auch in Venedig.“ (Stephan Schild: Kleine Zeitung vom 3. April 2024)
Im Detail
Am 18. April 1912 berichtete das Neue Wiener Tagblatt über aktuell stattfindende Schiffsbauten im Stabilimento Tecnico Triestino und erwähnte dabei auch den Bau eines Schwimmkranes. Die Reichspost, die Wiener Zeitung und weitere österreichische Zeitungen und Magazine berichteten gleichlautend. Die Quellenlage gibt nicht Auskunft, ob es sich dabei um einen Schwimmkran für den Hafen Triest handelte.

Die Zeitschrift Der Bautechniker erwähnte in einer Kurzmeldung in der Ausgabe vom 3. Jänner 1913, dass der Verwaltungsrat der triestiner Werft im Zusammenhang mit einer Werfterweiterung den Beschluss gefasst habe, „einen großen Schwimmkran zu erwerben“. Die Wiener Bauindustrie-Zeitung veröffentlichte in ihrer Ausgabe vom 25. Juli 1913 Hinweise zur Anbotslegung für einen „Schwimmkran grösserer Tragfähigkeit und mit Schräg-Laufkatze für kleinere Lasten mit diesel-elektr. Zentrale, elektromotorischem Antrieb sämtlicher Bewegungen“ an die k.k. Lagerhäuser in Triest, wobei eine Sicherstellung über 5 Prozent des Angebotsbetrages an die k.k. Finanz-Landeskasse in Triest als Vadium zu leisten war. Als Auftraggeber wurde eine staatliche triestiner Einrichtung angegeben. Dies deutet darauf hin, dass die Arbeiten für einen großen Schwimmkran in Triest, wohl den Ursus, ausgeschrieben wurden. Die Zeitschrift des österreichischen Ingenieur-Vereines berichtete in der Ausgabe 1913, dass ein Schwimmkran mit 150 Tonnen Hebekraft beim Stabilimento Tecnico Triestino bereits in Bau wäre.  In der Zeitschrift Volkswirtschaftliche Chronik war in der Ausgabe vom 18. April 1914 zu lesen, dass im Stabilimento Tecnico Triestino im Vorjahr ein 150-Tonnen Schwimmkran „im Bau verblieben“ sei. 
Der Ausbruch des Ersten Weltkriegs am 28. Juli 1914 unterbrach die Fertigstellung und der Ponton blieb ohne Antrieb und Hebevorrichtungen. Erst 1925 entschied man sich, den Ponton für den Einsatz in Werften und den Hafenbetrieb fertigzustellen. Dazu war ein Antrieb einzubauen. Hebevorrichtungen wurden später hinzugefügt. Der Kran wurde von der Officina ponti e gru di Trieste gefertigt und das Pontonschiff im Dezember 1931 bei den Cantieri Riuniti dell'Adriatico in Triest vollendet.

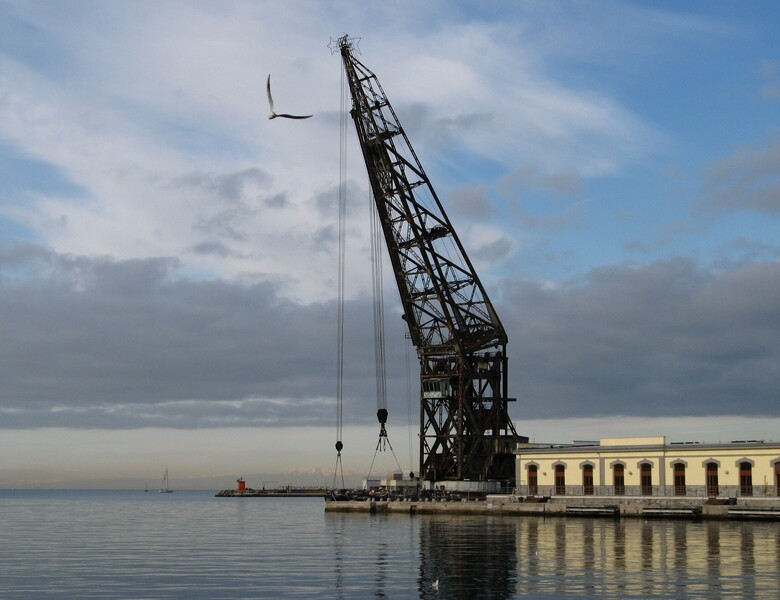
Ursus, 2009

Der Kran besteht aus genieteten Profilen und erreicht in maximaler vertikaler Ausladung eine Höhe von 75 Metern. Er besitzt drei Lastaufnahmepunkte: einen für 50 Tonnen an der Spitze des Arms, einen für 150 Tonnen bei etwa zwei Dritteln des Arms und einen für 10 Tonnen, der entlang des unteren Arms gleitet.
Die erste Aufgabe der Ursus war das Verladen der Stabilisierungs-Gyroskope und der Antriebsmotoren auf den Ozeandampfer Conte di Savoia, der in der San Marco-Werft der Cantieri Riuniti dell'Adriatico in Triest gebaut wurde. Anschließend stand der Ursus in Werften und Häfen im Einsatz, etwa für das Ver- oder Entladen schwerer Güter auf Schiffe  aber auch für maritime Arbeiten auf See oder an der Küste.
Gegen Ende des Zweiten Weltkriegs im Mai 1945, während der Besetzung Triests durch jugoslawische Truppen, sollte der Ursus entwendet und in jugoslawisches Gebiet überführt werden. Vor Savudrija wurde er von einem britischen Kanonenboot abgefangen und zur Rückkehr nach Triest geleitet.
Nach dem Zweiten Weltkrieg wurde der Ursus auch für die Beseitigung von Schiffswracks und U-Boot-Sperren im Golf von Triest eingesetzt.
1975 wurde der Ursus umfangreich gewartet, dabei fand der Austausch der ursprünglichen Motoren von 1925 durch neue, leistungsstärkere und leichtere Motoren statt
Am 31. Dezember 1994 wurde er außer Betrieb genommen und 1997 aus den Schiffsregistern gestrichen
Nach der Außerbetriebsetzung
- 2004 wurde der Kran vom bisherigen Eigner Fincantieri der Guardia Costiera Ausiliaria von Friaul-Julisch Venetien geschenkt, um ihn vor der Verschrottung zu bewahren.
- 2011 wurde der Ursus von starkem Sturmwind (Bora) von seinem Ankerplatz weggerissen[9] und im gleichen Jahr als Kulturgut eingestuft.[10]
- 2018 ging das Eigentum an die Hafenbehörde von Triest über
- Am 3. April 2024 schrieb die Kleine Zeitung von einem „spektakulären Umzug“ des Ursus im Hafenbecken sowie von lokalpolitischen Überlegungen, den Kran zu einer Fremdenverkehrsattraktion umzubauen.[11] Die Kleine Zeitung zitiert Bürgermeister Roberto Dipiazza aus der triestiner Tageszeitung Il Piccolo, er strebe eine Umgestaltung an „mit einem Restaurant und der Möglichkeit, den Kran zu begehen“.
- Im März 2024 wurde der Ursus in der Cartubi-Werft (vormals Cantiere navale di Trieste) an Land gebracht und auf ein Fundament aus Stahlbeton gesetzt.[12]

## Name
Ursus steht im Lateinischen für Bär und symbolisiert Kraft und Robustheit. Der Zeitpunkt der Benennung des Kranes ist nicht belegt.